# José Coutinhas
José Coutinhas (Vila do Conde, ...) è uno scrittore portoghese.
È autore di diversi opere di poesia, teatro, racconti e canzoni, nonché traduttore di autori classici e moderni. 
Tra le sue opere, la trilogia teatrale sul tema della emigrazione portoghese in Francia: Mataram um emigrante, Maria não sejas francesa e Uma lança em França.
Autore di El Candidato e della versione francese Der Candidat in scena in Francia nel maggio 2006 per la Compagnie du Lys. 
Enfados poesia, O Barco Pescarejo racconti (dic.2005). Versione teatrale per il Teatro Nacional São João de Anfitrião di António José da Silva (sec.XVIII) e di El Burlador de Sevilla di Tirso de Molina (sec.XVII).
Completano la sua bibliografia le opere seguenti:
- "Ode a Vila do Conde  - Literatura de Cordel" (testo in versi che racconta la storia della città di Vila do Conde all'epoca delle scoperte portoghesi)
- "A noiva prometida e a nau saudade" (racconti di vecchie storie portoghesi)

(queste due opere sono state pubblicate nel 2007 dal Comune di Vila do Conde)
| Controllo di autorità | VIAF (EN) 72694247 |